# Calliaspis sachaensis
Calliaspis sachaensis là một loài bọ cánh cứng trong họ Chrysomelidae. Loài này được Borowiec & Stojczew miêu tả khoa học năm 1998.